# Jamie Baker (Eishockeyspieler)
James Paul „Jamie“ Baker (* 31. August 1966 in Nepean, Ontario) ist ein ehemaliger kanadischer Eishockeyspieler, der im Verlauf seiner aktiven Karriere zwischen 1985 und 1999 unter anderem 429 Spiele für die Nordiques de Québec, Ottawa Senators, San Jose Sharks und Toronto Maple Leafs in der National Hockey League auf der Position des Centers bestritten hat.

## Karriere
Nach zwei Jahren bei seinem Heimatteam Nepean Raiders ging Jamie Baker auf die St. Lawrence University, wo er vier erfolgreiche Jahre mit dem Eishockeyteam des College hatte. Von den Nordiques de Québec wurde er 1988 im NHL Supplemental Draft an achter Stelle ausgewählt und schloss sich der Organisation des NHL-Teams im Herbst 1989 an.
Drei Jahre lang pendelte Baker zwischen den Nordiques und den Halifax Citadels, dem AHL-Farmteam des Franchise, ein fester Platz im NHL-Kader sprang für ihn aber schlussendlich nicht heraus. 1992 unterschrieb er einen Vertrag bei den neu gegründeten Ottawa Senators. Wie man es erwartet hatte, verlief die Saison für das neue Team alles andere als gut und es konnten nur zehn von 84 Spielen gewonnen werden. Baker gehörte noch zu den Glanzlichtern der Mannschaft, war zweitbester Scorer der Senators und erzielte mit 48 Punkten eine Karrierebestleistung.
Im September 1993 nahmen ihn die San Jose Sharks unter Vertrag, für die er drei Jahre spielte. Besonders in Erinnerung blieb dabei sein Siegtreffer im siebten Spiel gegen die hoch favorisierten Detroit Red Wings in der ersten Runde der Playoffs 1994, der den Einzug in die zweite Runde bedeutete.
Im Sommer 1996 wurde er zu den Toronto Maple Leafs transferiert. Dort spielte er 1996/97 noch in der NHL, kam im Jahr darauf aber hauptsächlich nur noch für das AHL-Farmteam Chicago Wolves zum Einsatz, mit denen er den Turner Cup gewann. Kurz vor Beginn der Saison 1998/99 kehrte er nach San Jose zurück und absolvierte das Saisoneröffnungsspiel mit dem Team in Japan. Das war sein einziger Einsatz in der Saison für die Sharks und auch sein letzter in der NHL. Er wechselte während der Spielzeit noch in die finnische SM-liiga zu HIFK Helsinki und beendete nach der Saison seine Karriere. Baker war ein guter Defensiv-Stürmer, der besonders in engen Spielen seine Qualitäten beweisen konnte.
2005 kehrte er erneut nach San Jose zurück und arbeitet seitdem als Experte bei den Radioübertragungen der Spiele der Sharks. Zu Beginn der Saison 2006/07 führte er für einige Male durch die populäre TV-Sendung Shark Byte, die Hintergrundberichte und Geschichten zu den San Jose Sharks als Inhalt hat.

## Erfolge und Auszeichnungen
- 1998 Turner-Cup-Gewinn mit den Chicago Wolves

## Karrierestatistik
(Legende zur Spielerstatistik: Sp oder GP = absolvierte Spiele; T oder G = erzielte Tore; V oder A = erzielte Assists; Pkt oder Pts = erzielte Scorerpunkte; SM oder PIM = erhaltene Strafminuten; +/− = Plus/Minus-Bilanz; PP = erzielte Überzahltore; SH = erzielte Unterzahltore; GW = erzielte Siegtore; 1 Play-downs/Relegation; Kursiv: Statistik nicht vollständig)